# Henan Airlines
Henan Airlines é uma companhia aérea regional com base no norte da China. Foi originalmente fundada como uma joint venture entre a Shenzhen Airlines da China e da Mesa Air Group dos Estados Unidos e foi também a maior companhia aérea regional estrangeira na China. Em 2009, a Shenzhen e Mesa Air Group rescindiram contrato. A Shenzhen anunciou que a companhia seria rebatizada para Henan Airlines. O primeiro acidente fatal da companhia foi o Voo Henan Airlines 8387 com uma aeronave Embraer ERJ 190 ocorrido no dia 24 de agosto de 2010. Com 91 passageiros e 5 tripulantes a bordo, a aeronave se incendiou após a aterrissagem, em circustâncias ainda não apuradas. Pelo menos 43 pessoas morreram.